# Antonomázie
Antonomázie (tropa) je druh metonymie. Místo jména slavné osoby se použije popis nebo charakteristická vlastnost. Lze rozlišit dva druhy:
- jméno se nahradí charakteristickou vlastností, například učitel národů (Komenský), objevitel Ameriky (Kolumbus), otec vlasti (Karel IV.)
- jméno se stává pojmenováním pro typ člověka, například Herkules (silný člověk), Fittipaldi (rychlý řidič), Don Juan (svůdce)